# Thermphos Challenger Zeeland 2012
Il Thermphos Challenger Zeeland 2012 è stato un torneo di tennis facente parte della categoria ITF Women's Circuit nell'ambito dell'ITF Women's Circuit 2012. Il torneo si è giocato a Middelburg nei Paesi Bassi dal 2 al 7 luglio 2012 su campi in terra rossa e aveva un montepremi di $25,000.

## Vincitori

### Singolare
Kirsten Flipkens ha battuto in finale  Aravane Rezaï con il punteggio di 6–1, 6–0

### Doppio
Junri Namigata /  Yurika Sema hanno battuto in finale  Bernice van de Velde /  Angelique van der Meet con il punteggio di 6–3, 6–1